# Kilsyth
Kilsyth (en gaélico escocés, Cill Saidhe) es una localidad ubicada en North Lanarkshire, Escocia. Tiene una población estimada, a mediados de 2020, de 10 380 habitantes.
Se localiza aproximadamente a mitad de camino entre Glasgow y Stirling.
Está situada a una altitud de 60 metros sobre el nivel del mar y ocupa una estrecha franja de tierra entre las colinas Kilsyth al norte y el río Kelvin al sur. Al este y oeste está limitado por pantanos y marismas. El centro de la localidad está cerca de la confluencia de los arroyos Ebroch y Garrell.
Los más antiguos registros de Kilsyth la mencionan como una de las rutas principales entre Glasgow, Falkirk y Edimburgo, y está muy cerca del Muro de Antonino, del Canal Forth y Clyde y de la principal vía férrea de Glasgow a Edimburgo, con la estación más cercana en Croy.